# Riserva cognitiva
Riserva cognitiva è un termine che descrive la resilienza del cervello rispetto al danno cerebrale. La resilienza è valutata su base comportamentale, mentre il danno cerebrale è valutato su base neurologica o istologica (per esempio, attraverso esami di neuroimmagine di vario tipo, o analisi del liquor, o indagini genetiche). Possono essere usati due modelli teorici per esplorare il concetto di "riserva": quello di brain reserve e quello di cognitive reserve. Questi termini, per quanto spesso confusi in letteratura, hanno alimentato un dibattito costruttivo. Usando un'analogia, la brain reserve può essere vista come l'hardware, mentre la cognitive reserve come il software. Tutti questi fattori sono attualmente ritenuti contribuire alla riserva globale. La riserva cognitiva è comunemente usata, in letteratura, per riferirsi sia alla riserva cerebrale che a quella cognitiva.

## Studi scientifici
Nel 1988, fu pubblicato un lavoro sugli Annals of Neurology,riguardanti gli esami post mortem di 137 persone anziane dove si rivelava una discrepanza tra il grado di malattia neuropatologia di Alzheimer e le manifestazioni cliniche della malattia. Le conclusioni di questo studio sottolineavano come alcuni soggetti, il cui cervello mostrava i segni clinici della patologia di Alzheimer, non mostravano (o mostravano poco) i segni e sintomi della patologia. Inoltre, lo studio dimostrava che queste persone avevano un peso maggiore del cervello e un maggior numero di neuroni rispetto ai controlli di pari età.
I ricercatori hanno dato due possibili spiegazioni a fenomeno: queste persone possono aver sviluppato la malattia di Alzheimer,  ma in qualche modo hanno evitato la perdita di un gran numero di neuroni o, in alternativa, erano partiti con cervelli più grandi e con più neuroni e quindi potrebbero aver avuto una maggiore "riserva". È stata la prima volta, in questo contesto, che questo termine è stato usato in letteratura. Gli autori concludevano lo studio attribuendo tale discrepanza a un cervello di dimensioni maggiori della norma, ossia ad un maggior numero di neuroni. La grande quantità di materia cerebrale, al pari di una "riserva", avrebbe quindi parzialmente e temporaneamente compensato il danno neurologico legato alla patologia demenziale.
A partire da questo studio è aumentato l'interesse per quest'area di ricerca, e questa scoperta iniziale ricevette numerose conferme da studi successivi. I dati confermano che un alto livello di "riserva cognitiva" comporta una più alta soglia di "immunità" rispetto al manifestarsi dei sintomi clinici della demenza.
Alcuni studi rilevano come la soglia di tolleranza al danno neurocognitivo, per i soggetti con elevata riserva cognitiva, fosse più alta rispetto alla media della popolazione, mentre più rapido era il deterioramento cognitivo successivo al suo superamento. In tale senso, la riserva cognitiva agirebbe come una sorta di buffer, che, tramite lo sviluppo di adeguate strategie cognitive di "compensazione" rispetto alla perdita neurocognitiva in corso, ne ritarderebbe la manifestazione palese; ma, una volta arrivati al livello di perdita anche di tali strategie, il deficit funzionale si manifesterebbe quindi più rapidamente (essendo in realtà già presente e in progress, ma temporaneamente "compensato" e "coperto" da tali strategie cognitive).

## Brain Reserve
Riserva cerebrale può essere definita come la resilienza del cervello, la sua capacità di compensare i crescenti danni per poter funzionare in modo adeguato. Questo modello presuppone l'esistenza di un limite fisso che, una volta raggiunto, inevitabilmente annuncia la comparsa delle manifestazioni cliniche di demenza.

### Dimensioni del Cervello
Uno studio del 1997 ha rilevato che la malattia di Alzheimer in cervelli più grandi della media non necessariamente causa demenza clinica. Un altro studio ha riportato che la circonferenza della testa può essere associata in maniera indipendente ad un ridotto rischio di malattia clinica di Alzheimer. Mentre alcuni studi, come questi citati, trovano una associazione, altri non ci riescono. Questo perché la circonferenza della testa e altre approssimazioni sono misure indirette.

### Numero di neuroni
Il numero di sinapsi è più basso nella demenza precoce che nella demenza a tarda comparsa.

### Componente ereditaria per la riserva cognitiva
Prove da uno studio sui gemelli indicano un contributo genetico alle funzioni cognitive. Le stime dell'ereditarietà sono state stimate essere elevate per le funzioni cognitive generali, ma basse per la memoria stessa..  Uno studio che unisce studi sui gemelli e adozioni ha individuato che tutte le funzioni cognitive sono ereditarie. La velocità di elaborazione ha il più alto tasso d'ereditarietà in questo studio particolare.

### Brain Reserve Index
Si tratta di una misura numerica di riserva cerebrale che è stato sviluppato da Sci-Brain utilizzando una serie di fattori per testare le capacità cognitive. Esso identifica una vasta gamma di misure di performance come la dieta, l'esercizio fisico, esercizio mentale, e condizioni mediche.

## Cognitive reserve
La cognitive reserve (riserva cognitiva) indica la resilienza al danno neuropatologico, ma sottolineando il modo in cui il cervello usa le sue zone danneggiate. Potrebbe essere definita come la capacità di ottimizzare o massimizzare le prestazioni attraverso il reclutamento differenziale di reti cerebrali e / o strategie cognitive alternative. Questo è un modello di efficienza, piuttosto che un modello di soglia, e ciò implica che il compito viene elaborato con meno risorse e in un modo che rende difficile la realizzazione d'errori.
Formazione e occupazione
I livelli cognitivi durante l'infanzia, il livello di istruzione, e il lavoro svolto da adulti contribuiscono alla riserva cognitiva indipendente. La più forte associazione in questo studio è stata trovata con il livello cognitivo durante l'infanzia. In uno studio sull'invecchiamento fisiologico, l'istruzione è risultata essere correlata ai livelli di funzionamento cognitivo, ma non collegabile ai tassi di cambiamento cognitivo, suggerendo che la riserva cognitiva riflette il persistere di precedenti differenze nel funzionamento cognitivo, piuttosto che i tassi differenziali che rapportano il declino cognitivo all'età. Altri studi di controllo per verificare gli effetti pratici indicano che l'istruzione non è una causa diretta di riserva cognitiva.

## Fattori alla base della riserva cognitiva
Molteplici fattori contribuirebbero all'incremento della riserva cognitiva di un individuo; i principali sono:
1. il livello di scolarità[14];
2. il tipo di professione svolta[15];
3. lo stile di vita e le attività svolte durante il tempo libero[16].

### Questionario CRIq
Sulla base degli indici riportati in letteratura, è stato costruito il questionario CRIq, che consente di quantificare in modo standardizzato la riserva cognitiva di un individuo. Il questionario CRIq raccoglie informazioni bio-anagrafiche relativamente al percorso scolastico, all'attività lavorativa e al tipo di attività svolte nel tempo libero. Questi tre differenti indici (CRI-Scuola, CRI-Lavoro, CRI-TempoLibero) sono poi combinati in un unico "Indice di Riserva Cognitiva" (CRI, Cognitive Reserve Index).